# Hydriomena similis
Hydriomena similis là một loài bướm đêm trong họ Geometridae.